# Грисенко, Александр Иванович
Александр Иванович Грисенко (1904—1969) — участник Гражданской, японо-китайской и Великой Отечественной войн, лётчик. Как и Алексей Маресьев, после ампутации ноги сумел вернуться в воинскую часть продолжать службу. Полковник Советской Армии (1938).

## Биография
Александр Грисенко родился в 1904 году в Ростове-на-Дону в рабочей семье.
В 1919 году вступил в партию большевиков. В 1920 году Грисенко добровольцем пошёл на службу в Рабоче-Крестьянскую Красную Армию. Участвовал в боях Гражданской войны. После её окончания вернулся в Ростов-на-Дону, где стал активным комсомольским деятелем. Талантливый человек редко бывает талантлив в чём-то одном. В Ростове Александр Грисенко вместе с Мануэлем Большинцовым, Семёном Брюмером, Шурой Ткачём и Борисом Фателевичем создал комсомольский общественный театр (КОТ), а затем, в 1924 году и единственную в России негосударственную комсомольскую киностудию «Ювкинокомсомол». На этой киностудии Большинцов снял свой первый полнометражный художественный военно-приключенческий фильм «Приказ №…» о подвигах молодых ростовских подпольщиков. Александр Грисенко сыграл в этом фильме главного героя (он же был и помощником режиссёра). Съёмочная группа фильма оказалась прямо-таки золотоносной — двое из её состава за выдающиеся заслуги впоследствии были отмечены Сталинскими премиями. Фильм вышел на экраны 31 декабря 1926 года и с успехом прошёл по всей стране.
В Гражданскую войну красноармеец Грисенко воевал в рядах Красной Армии добровольно, а в 1926 году он стал военнослужащим вновь, теперь уже по призыву, и был зачислен курсантом в отдельную учебную роту связи 9-й Донской стрелковой дивизии Северо-Кавказского военного округа. В 1927 году уволен в запас. В 1933 году Грисенко вновь призван в армию, теперь уже по партийной мобилизации и направлен в Борисоглебскую авиашколу. В 1935 году он её оканчивает, и в конце того же года становится командиром звена. Капитан А. И. Грисенко летчиком-добровольцем участвовал в боях японо-китайской войны, лично и в группе сбил 4 японских боевых самолёта, за что был награждён орденом Красного Знамени. Боевые успехи «китайского добровольца» Грисенко описаны в книге известного журналиста и писателя Юрия Жукова. Книга написана на основе воспоминаний Грисенко, которому для сохранения секретности был присвоен псевдоним вымышленного китайского лётчика, некоего капитана Ван Си.
26 сентября 1938 года Приказом НКО Союза ССР «за особые заслуги» А. И. Грисенко было присвоено сразу звание полковника, а 17 февраля 1939 года он был назначен командиром 2-го истребительного авиаполка 51-й авиабригады ВВС Киевского особого военного округа. В июне 1941 года новым приказом переназначен на эту должность.
С 22 июня 1941 года — на фронтах Великой Отечественной войны. Участвовал в обороне Киева и Сталинградской битве. 8 августа 1942 года в воздушном бою самолёт Грисенко был сбит, а сам лётчик тяжело ранен в левую ногу. В госпитале раненную ногу пришлось ампутировать ниже колена. В мае 1943 года Грисенко вернулся на фронт, летал на самолёте «Аэрокобра», будучи командиром 304-й истребительной авиадивизии, преобразованной позднее в 23-ю гвардейскую истребительную авиадивизию, а позднее командовал 16-й гвардейской истребительной авиадивизией. Уже к марту 1944 года он выполнил 60 боевых вылетов, принял участие в 27 воздушных боях, лично сбив 4 вражеских самолёта.
После окончания войны Грисенко командовал 178-й истребительной авиадивизией в Харьковском военном округе, а с 1946 года — Чугуевским военным авиационным училищем лётчиков. С сентября 1947 года А. И. Грисенко — заместитель командира 3-го гвардейского истребительного авиационного корпуса, базировавшегося в то время в Туркмении (г. Красноводск). В 1948 году во время одного из землетрясений в Средней Азии попал под развалины и из-за полученных серьёзных травм был вынужден выйти в отставку. Проживал в Ростове-на-Дону. Умер в 1969 году.
Был награждён тремя орденами Красного Знамени (14.11.1938, 06.11.1941, 16.10.1944), орденом Отечественной войны 1-й степени (05.11.1942), орденом Красной Звезды (03.11.1944) и рядом медалей.
Его именем названа одна из улиц Ростова-на-Дону.